# Međani
Međani (pronunciación en serbio: /Међани/) es un pueblo del municipio de Prijepolje, Serbia. Según el censo de 2002, el pueblo tiene una población de 80 personas. 